# Bernd Förster
Bernhard « Bernd » Georg Josef Förster est un footballeur allemand né le 3 mai 1956 à Mosbach. Il évoluait au poste de défenseur.

## Biographie
Bernd Förster a remporté l'Euro 1980 et a été finaliste de la Coupe du monde 1982 avec l'équipe d'Allemagne.
Son frère cadet Karl-Heinz Förster a également été international allemand.

## Carrière
- 1974-1975 : Waldhof Mannheim  Allemagne
- 1975-1976 : Bayern Munich  Allemagne
- 1976-1978 : Sarrebruck  Allemagne
- 1978-1986 : VfB Stuttgart  Allemagne[2]

## Palmarès

### En club
- Vainqueur de la Coupe Intercontinentale en 1976 avec le Bayern Munich
- Vainqueur de la Coupe d'Europe des Clubs Champions en 1975 et en 1976 avec le Bayern Munich
- Champion de RFA en 1984 avec le VfB Stuttgart
- Vice-champion de RFA en 1979 avec le VfB Stuttgart
- Finaliste de la Coupe de RFA en 1986 avec le VfB Stuttgart

### EnÉquipe de RFA
- 33 sélections entre 1979 et 1984
- Champion d'Europe des Nations en 1980
- Participation au Championnat d'Europe des Nations en 1980 (Vainqueur) et en 1984 (Premier Tour)
- Participation à la Coupe du Monde en 1982 (Finaliste)